# Babesia

Životní cyklus; člověk je náhodný hostitel

Babesia (česky někdy klíštěnka) je rod výtrusovců řazený mezi piroplazmy (Piroplasmida). Jsou to jednobuněční prvoci s obligátně parazitickým způsobem života. Napadají celou řadu divokých i domácích zvířat a způsobují jim vážná onemocnění – babesiózy. Mohou však napadat i člověka.

## Životní cyklus
Vegetují uvnitř červených krvinek – vytvářejí zde stadia zvaná merozoit (v jedné napadené červené krvince se obvykle nacházejí dva nebo čtyři merozoiti). Tito merozoiti se v krvi množí a čekají, až se na hostitele přisaje klíště. S nasátou krví se pak dostávají babézie do trávicího traktu klíšťat, dochází ke komplikovanému pomnožení a k infekci vajíček klíštěte, a dalšími sáními krve se babézie šíří na další hostitele.

## Zástupci
Je známo asi sto druhů babézií, ze známějších je možné jmenovat:
- B. bigemina, B. bovis a B. divergens – napadají skot
- B. ovis, B. matasi – napadají ovce a kozy
- B. caballi – napadá koně
- B. felis – napadá kočky
- B. canis, B. gibsoni – napadá psy
- B. microti, B. rodhaini – napadá hlodavce

B. divergens je východoevropský a středoevropský parazit napadající skot; přenáší jej klíště obecné (Ixodes ricinus). Mimoto se v ČR vyskytuje i B. microti, parazit hlodavců, přenášený rovněž klíšťaty rodu Ixodes. Přestože je babesióza zoonóza, napadá náhodně i člověka: v USA je většina lidských babesióz způsobena zřejmě druhem B. microti; některé infekce mohou zůstat člověkem nepovšimnuty, ale za určitých okolností se nemoc může komplikovat.